# Naarn im Machlande
Naarn im Machlande è un comune austriaco di 3 692 abitanti nel distretto di Perg, in Alta Austria; ha lo status di comune mercato (Marktgemeinde). Il 1º gennaio 1938 ha inglobato i comuni soppressi di Au, Baumgarten e Ruprechtshofen.